# Quartier-d'Orléans
Quartier-d'Orléans (Engels: French Quarter) is een dorp in het Franse gedeelte van het eiland Sint Maarten. Het bevindt zich ongeveer 5 km ten oosten van de hoofdplaats Marigot. Quartier-d'Orléans is het oudste Franse dorp op het eiland en is gesticht in de 17e eeuw. Rond het dorp bevonden zich suikerrietplantages en zoutpannen. Vanaf de jaren 1970 ontwikkelde het zich tot een toeristisch gebied. Bij het dorp bevindt zich Galion Beach, een strand aan een baai met rustig water dat geschikt is voor kinderen.

## Geschiedenis
Quartier-d'Orléans werd in de 17e eeuw, voor het Verdrag van Concordia (1648), gesticht door de Franse kolonisten, en is de oudste nederzetting aan de Franse kant. Het dorp heette oorspronkelijk Quartier d'Orient, en is vermoedelijk hernoemd ter ere van Filips van Orléans, maar de naamswijziging kan ook een transcriptiefout zijn geweest.
De economie van Quartier-d'Orléans was gebaseerd op landbouw, en er werd oorspronkelijk tabak en indigo verbouwd in het gebied. In de midden van de 18e eeuw werden suikerrietplantages gesticht in het gebied. In 1846 werden zoutpannen aangelegd. In 1883 werd de St Jozefskerk gebouwd door de katholieke missie, en in 1903 werd het dorp een onafhankelijke parochie. In de jaren 1970 werden de eerste hotels gebouwd en het strand ontwikkeld, maar Quartier-d'Orléans heeft zijn dorpskarakter behouden.

## Galion Beach
Galion Beach bevindt zich tussen Quartier-d'Orléans en Baie-Orientale. Het is gelegen aan een afgesloten baai met rustig ondiep water in een parkachtige omgeving, en is geschikt voor kinderen. In 2017 werden het strand en de horecagelegenheid verwoest door de orkaan Irma. Het strand was daarna afgesloten en kon niet worden bezocht. Het strand is weer geopend, maar het bar-restaurant is gesloopt. Het strand heeft last van zwerfafval, omdat de eigenaar van de horecagelegenheid het strand schoonmaakte. Sinds 2006 is de baai beschermd als onderdeel van het natuurgebied Etangs et Mares de Saint-Martin.

## Archeologische vondsten
In de jaren 1980 werd in een rots in de vallei bij Quartier-d'Orléans rotstekeningen ontdekt van de voormalige inheemse bevolking van Sint Maarten. Het is een van de drie bekende rotstekeningen van het eiland en is precolumbiaans. Tevens werd de Moho Stone ontdekt. De steen is 2,5 m lang en 1 m breed, en heeft drie diepen gaten. De functie van de steen is onbekend, maar lijkt op een gezicht, en heeft waarschijnlijk een spirituele waarde gehad.

## Galerij

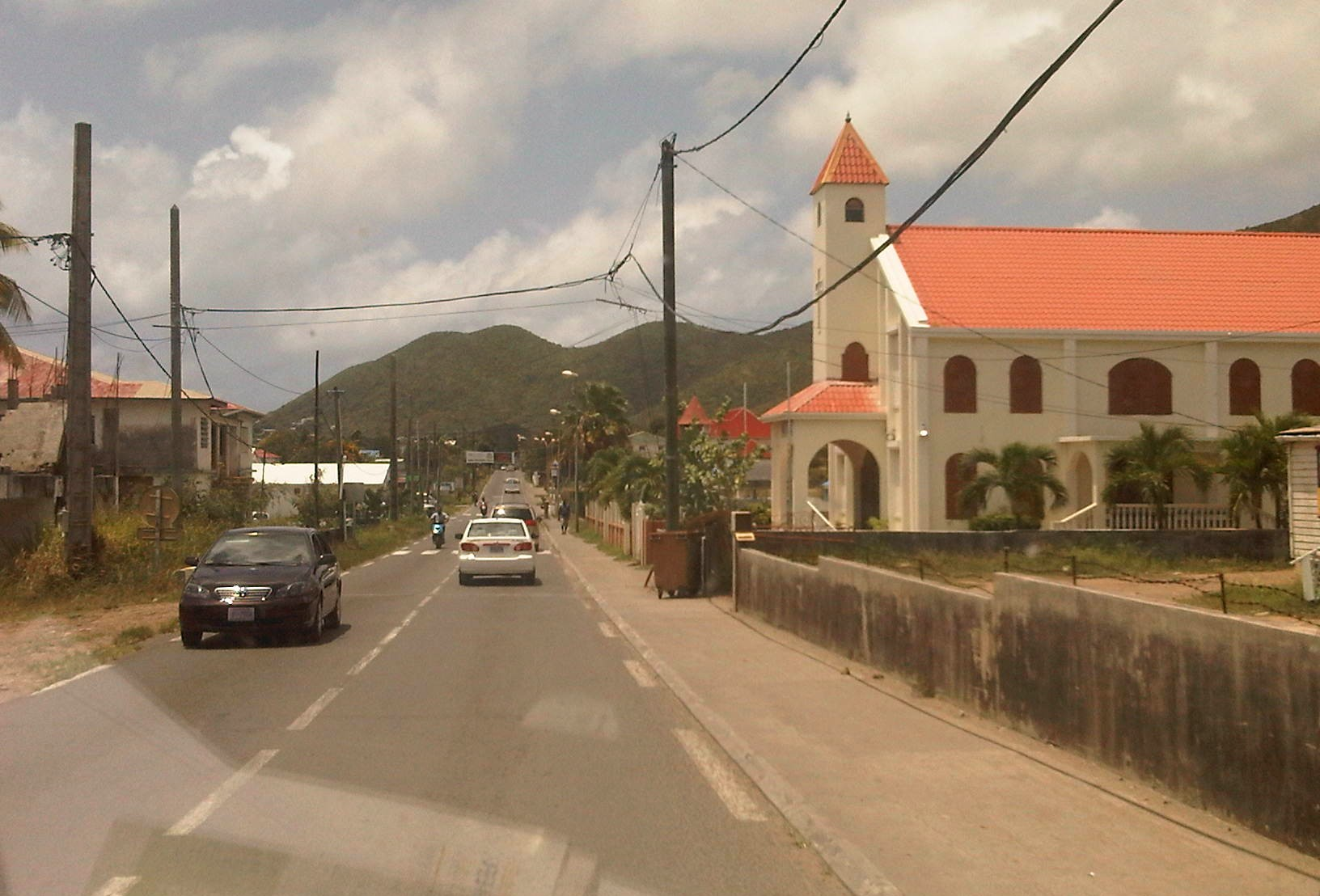
St Josefkerk
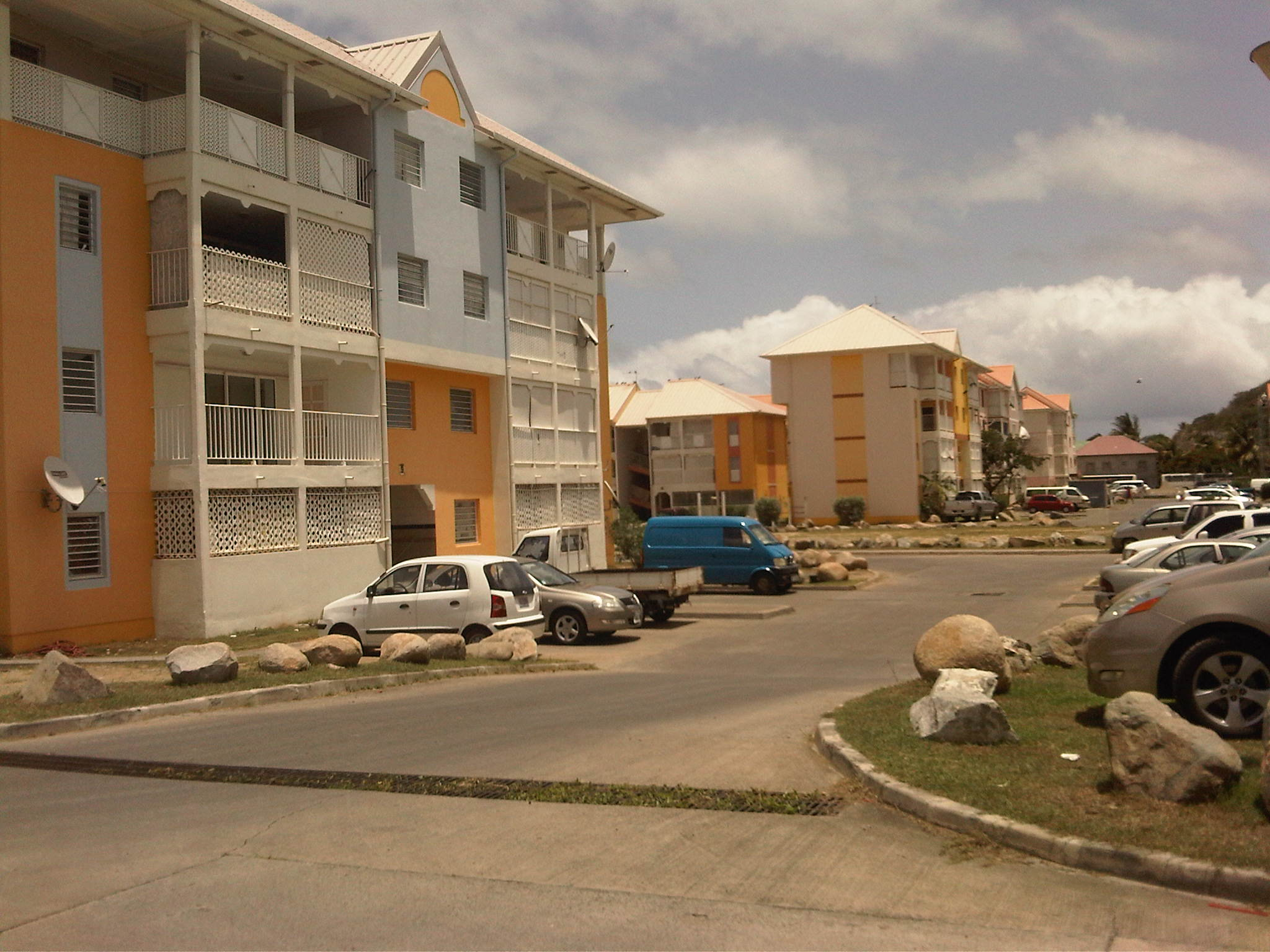
Flatgebouwen in Quartier-d'Orléans
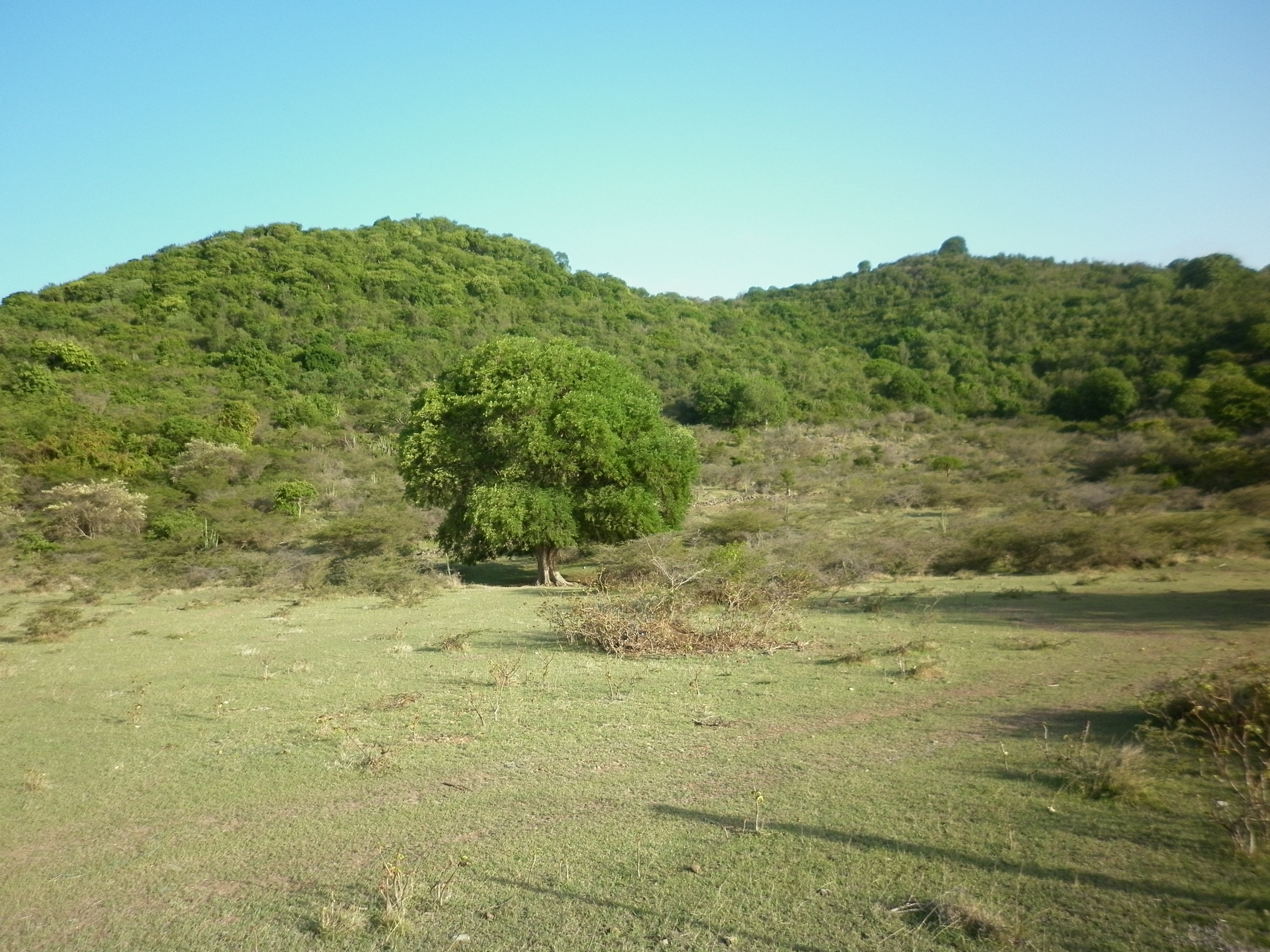
Natuur bij Quartier-d'Orléans
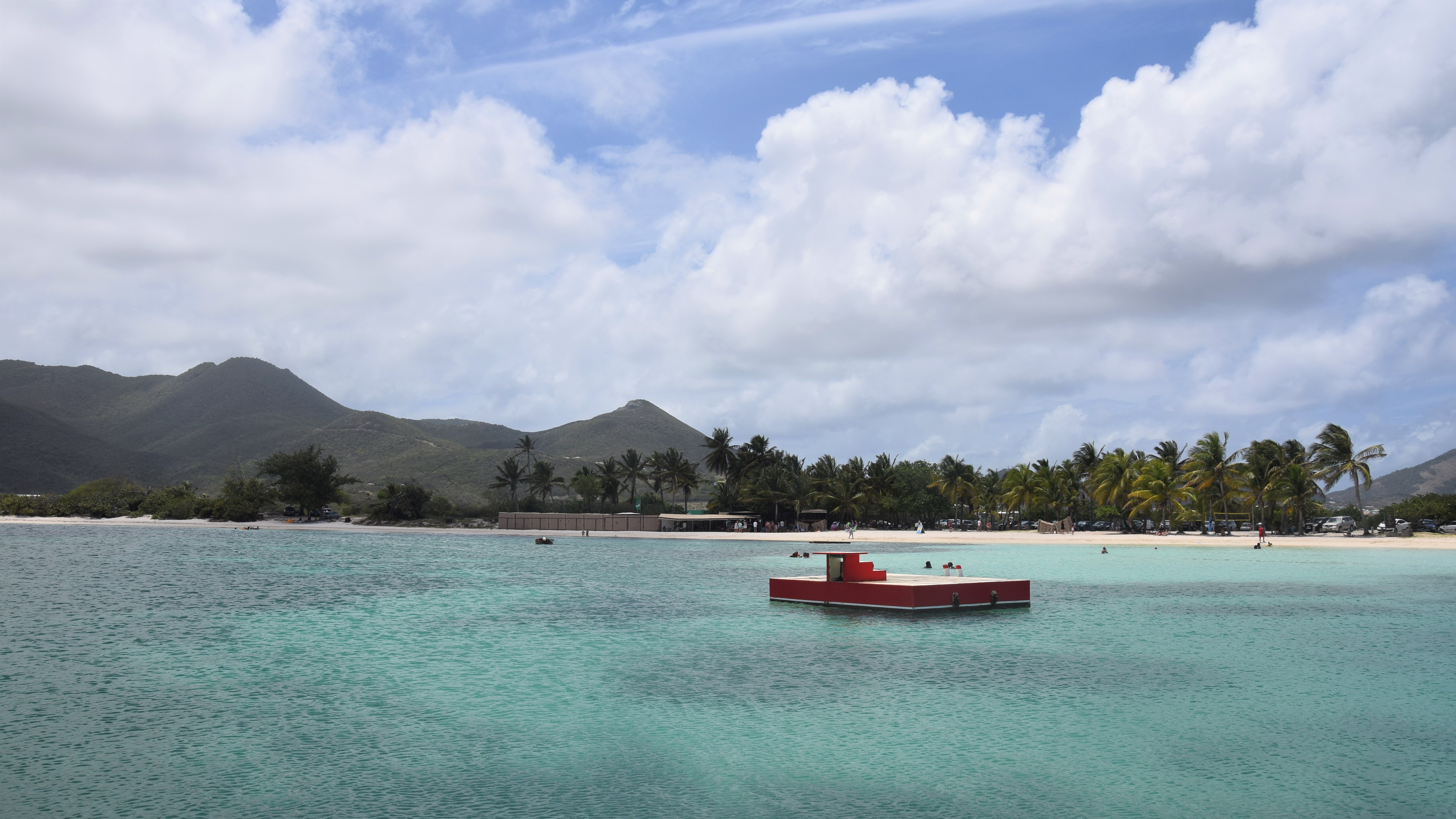
Galion Beach

Anse Marcel · Baie-Orientale · Cul de Sac · Grand Case · Marigot · Oyster Pond · Quartier-d'Orléans · Sandy Ground · Terres-Basses